# 吉川弾
吉川彈（よしかわ　だん、1971年10月15日 - ）は、兵庫県姫路市出身の音楽家。

## 来歴・人物
ドラムを再び始めたのは23歳の時、地元のビッグバンド、メガトーンジャズオーケストラ結成の際にリーダーよりドラマーとして誘われたのがきっかけである。その後はドラマーとしての道を極める事となる。
2002年、カナダへ渡加。モントリオールジャズフェスティバルを。2007年にはボストンへと渡米して。現在マーカス・ミラーバンドのドラマーLOUIS CATOに出会う。その時の衝撃からその場で直接指導を願い、彼のスタジオにてレッスンを受けた。Wall'cafeでAmy Blowlesと共演も経験し、その時の経験は現在の彼のスタイルに多大な影響を与えている。

## 主な活動歴
- 2005年東京ジャズロックバンド「Qui」に加入。
  - 2008年5月Album「Qui」全世界リリース。（フランス盤はMUSEAより、日本盤はPOSEIDON RECORDSより発売）
    - Music Termにて、2008年～2009年の月間販売No.1を記録。世界各地、様々な音楽情報サイト、音楽雑誌等で、その活躍が取り上げられた。

- 2005年沖縄系オリジナルユニットバンド「ニライカナイ」に加入。
  - 2007年環境省・三井住友銀行主催、エコジャパンカップ2007準グランプリ受賞
  - 2008年ビクターエンタテインメントCHIKYU RECORDSよりメジャーデビュー。

- 2008年「宮崎隆睦グループ」に加入。
  - 宮崎隆睦率いる音楽ユニットのメインドラマーとして、関東・関西・中国地方をツアー活動を行っている。

- 2009年ジャズピアノトリオ「Protean」結成。
  - ピアニスト田中菜緒子の率いるジャズピアノトリオ。

- 2009年「Joseph Nothing Orchestra」結成。
  - 2010年12月化粧品メーカー「シュウウエムラ」のWEB上でのクリスマス企画の楽曲提供を手掛ける。アレンジで参加。

- 2011年「太田朱美グループ」参加。
  - 女性若手ジャズフルート奏者としては、日本でトップと言われている太田朱美率いるユニット。ツアーのサポートとして参加。

- 2011年「山口マリ with Friends」加入。
- 2013年4月より『尚美ミュージックカレッジ専門学校』にて教鞭を執る。
- 姫路市内の高校の吹奏楽部などで特別講師として指導する
- 吉川弾ドラムスクールを設立　姫路市内のスタジオでのドラムレッスンや・全国対応のオンラインレッスンが評判となり多くのミュージシャンの卵を育ている　ドラムスクールHPはこちら